# Nix (satèl·lit)
Nix, també conegut com a Plutó II (designació provisional S/2005 P 2), és un satèl·lit natural de Plutó. Va ser descobert juntament amb Hidra el juny de 2005 pel Pluto Companion Search Team del Telescopi espacial Hubble, compost per Hal A. Weaver, S. Alan Stern, Max J. Mutchler, Andrew J. Steffl, Marc W. Buie, William J. Merline, John R. Spencer, Eliot F. Young i Leslie A. Young.

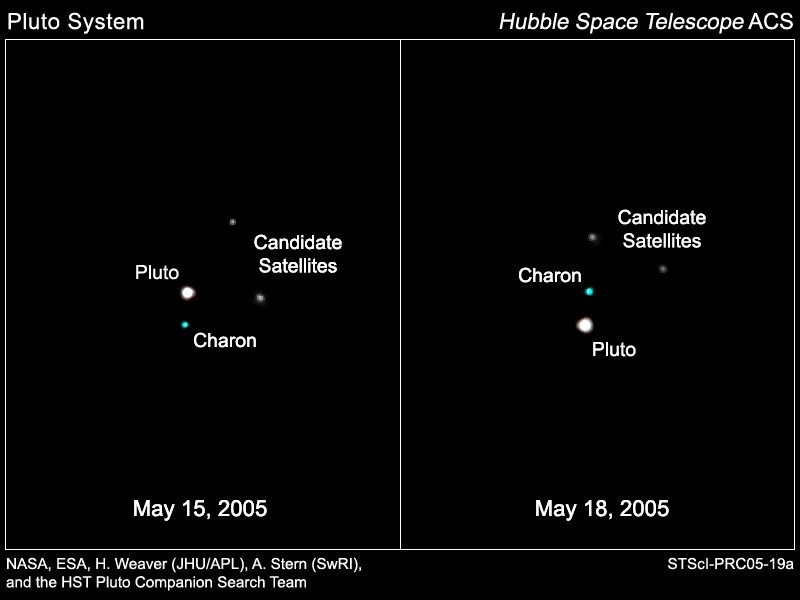
Imatges de la descoberta de Nix i Hidra.

El descobriment fou anunciat el 31 d'octubre de 2005; Hidra fou anomenat provisionalment com a S/2005 P 1 i Nix com a S/2005 P 2.

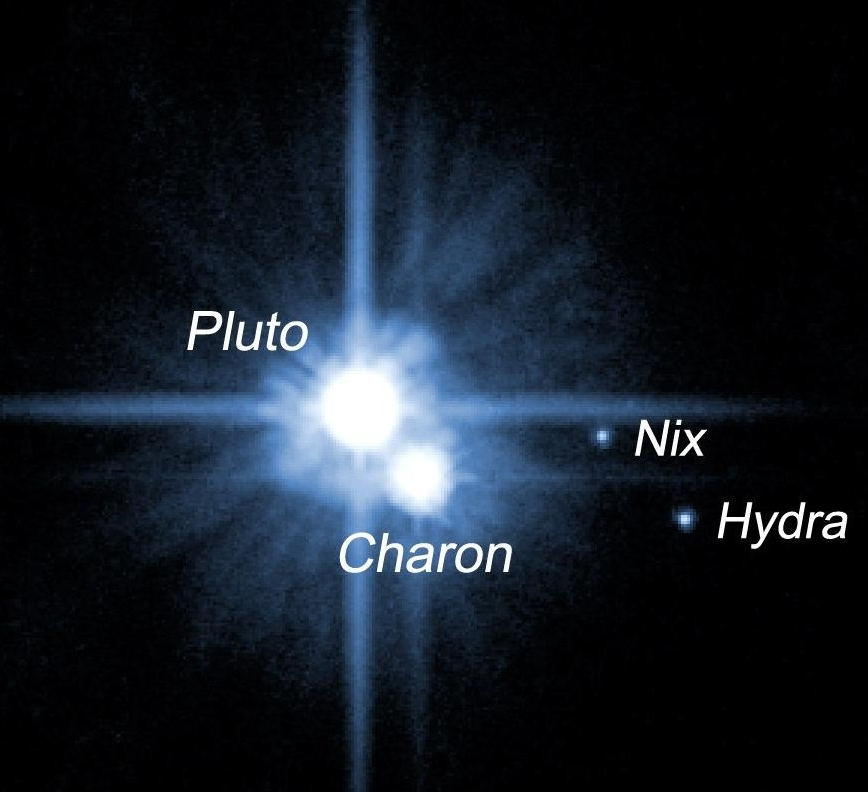
Imatge de Nix publicada després de l'aprovació del nom per part de la UAI.

## Òrbita
El satèl·lit segueix una òrbita circular en el mateix pla que Caront. El seu període orbital de 24,9 dies és proper a una ressonància orbital de relació 1:4 amb Caront, però el decalatge de temps és d'un 2,7% la qual cosa suggereix que no hi ha ressonància activa. Una hipòtesi que pot explicar aquesta ressonància tan propera és que es va originar abans de la migració externa de Caront seguint la formació de les tres llunes conegudes, i és mantinguda per la fluctuació periòdica local del 9% en el camp gravitacional del sistema de Plutó-Caront.

## Característiques físiques
Tot i que la seva mida no ha estat mesurada directament, la lluna es calcula que té un diàmetre d'entre 46 km, si la seva albedo és similar al 35% de Caront, i 137 km, si és del 4%, com els objectes més foscos del Cinturó de Kuiper. Nix és lleugerament més tènue que Hidra, la qual cosa suggereix que és una mica més petit de mida. En la imatge de la descoberta, Nix és 6.300 vegades més tènue que Plutó.
Les primeres recerques semblaven mostrar que Nix éra vermellós com Plutó a diferència d'altres llunes, però investigacions recents han mostrat que és gris com la resta de satèl·lits.
Nix serà visitat juntament amb Plutó per la missió New Horizons el 2015.

## Nom
El nom formal de Nix, deessa grega de la foscor i la nit, i mare de Caront, va ser anunciat el 21 de juny de 2006 a la circular 8723 de la Unió Astronòmica Internacional, on també se li dona la designació Plutó II. Juntament amb Hidra, la tercera lluna de Plutó, les inicials són les mateixes que les de New Horizons.